# Eliseo Bordoni Posse
José Ángel Eliseo Bordoni Posse o Bordoni Pose (Montevideo, Uruguay, 30 de octubre de 1896 - Montevideo, Uruguay, 27 de julio de 1963), fue un magistrado uruguayo, quien se desempeñó como miembro del Tribunal de lo Contencioso Administrativo entre 1952 -año de su creación- y 1962.

## Primeros años
Nació en Montevideo el 30 de octubre de 1896,hijo de Josué Eliseo Bordoni, italiano, fallecido en 1907,y de Juana Posse o Pose, española, fallecida en 1937.
Su apellido materno aparece indistintamente escrito como Posse o Pose en diversidad de documentos a lo largo de su vida, e incluso en su sucesión judicial.
Cursó estudios en la Facultad de Derecho de la Universidad de la República, donde se graduó como abogado.

## Fiscal Letrado en el interior
En abril de 1921 fue designado Agente Fiscal Letrado del departamento de Flores,cargo que desempeñó hasta 1925.

## Juez Letrado en el interior
En julio de dicho año 1925 ingresó a la magistratura judicial al ser nombrado Juez Letrado Departamental de Rivera.
En abril de 1927 fue transferido al Juzgado Letrado de Colonia,y en noviembre de 1928 al Juzgado Letrado de Canelones,donde se desempeñaría hasta 1933.

## Fiscal Letrado en la capital
En efecto, en febrero de 1933 regresó al Ministerio Público al ser designado titular de la Fiscalía de Gobierno de 3° Turno, que  acababa de crearse,y que en diciembre del mismo año pasó a denominarse Fiscalía de Hacienda de 2° Turno, continuando Bordoni Posse al frente de la mismahasta 1944.

## Tribunal de Apelaciones
En diciembre de 1944 retornó a cumplir funciones en el Poder Judicial, esta vez como ministro del Tribunal de Apelaciones de Segundo Turno,denominado desde 1950 Tribunal de Apelaciones en lo Civil de Segundo Turno; cuerpo que integró durante más de siete años.

## Tribunal de lo Contencioso Administrativo
El 14 de febrero de 1952 la Asamblea General lo eligió, junto a Fermín Garicoits, a Carlos María Larghero, a Raúl Moretti y a Roberto Zubillaga, como ministros del primer Tribunal de lo Contencioso Administrativo, órgano jurisdiccional que acababa de ser creado por la nueva Constitución de 1952.
Al día siguiente, junto a sus colegas, declararon constituido el Tribunal y Bordoni Posse fue nombrado su primer presidente para el año 1952.
Volvió a ocupar la Presidencia del Tribunal en los años 1957y 1961.
Cesó en su cargo como ministro del TCA en febrero de 1962, junto con Moretti y Zubillaga, al cumplir los diez años en el mismo, período máximo de permanencia habilitado por la Constitución.
Garicoits y Larghero se habían retirado en 1957 y sus vacantes nunca habían sido cubiertas, por lo que al cesar los restantes tres ministros el Tribunal quedó totalmente desintegrado. Ante ello, el mismo mes de febrero de 1962 la Asamblea General designó finalmente su nueva integración, compuesta por Alberto Sánchez Rogé, José María Piñeyro, Carlos Durán Rubio, José María França y Juan Carlos Nario.

## Vida personal. Fallecimiento
Eliseo Bordoni Posse falleció en Montevideo el 27 de julio de 1963, a los 66 años de edad.
Poco antes de su fallecimiento había contraído matrimonio en únicas nupcias con Delfina Merlo.